# Пардес-Хана-Каркур
Парде́с-Ха́на-Карку́р (івр. פַּרְדֵּס חַנָּה-כַּרְכּוּר) — населений пункт в Ізраїлі.
Населення становить 32 433 осіб (на кінець 2009 року) і займає площу 22 596 дунамів (~ 22,6 км ²).
У 1969 році відбулося об'єднання кількох населених пунктів, у результаті чого була створена Пардес-Хана-Каркур.
| Ізраїль | Це незавершена стаття з географії Ізраїлю. Ви можете допомогти проєкту, виправивши або дописавши її. |

1. ↑  Šnatôn statîstî le-Yisra'el — (untranslated). — вип. 70. — ISSN 0081-4679